# Fokföldi muskátli
A fokföldi muskátli (Pelargonium sidoides) a gólyaorrvirágúak (Geraniales) rendjébe, ezen belül a gólyaorrfélék (Geraniaceae) családjába tartozó faj, melyet gyógynövényként is használnak. Gyökerének kivonatát megfázásra használják több helyi elnevezésű gyógyszerben, mint például Umckaloabo, Kaloba, Umcka és Zucol, ám csak alacsony hatásfokú gyógyhatást tulajdonítanak neki.
Nehéz megkülönböztetni a Pelargonium reniforme nevű társától, mellyel hasonló elterjedési területen találhatóak és szinte csak a fokföldi muskátli dúsabb, vese formájú levélzete az egyetlen azonosító jele e növényfajnak.

## Előfordulása
A fokföldi muskátli őshazája a Dél-afrikai Köztársaság területe.

## Képek

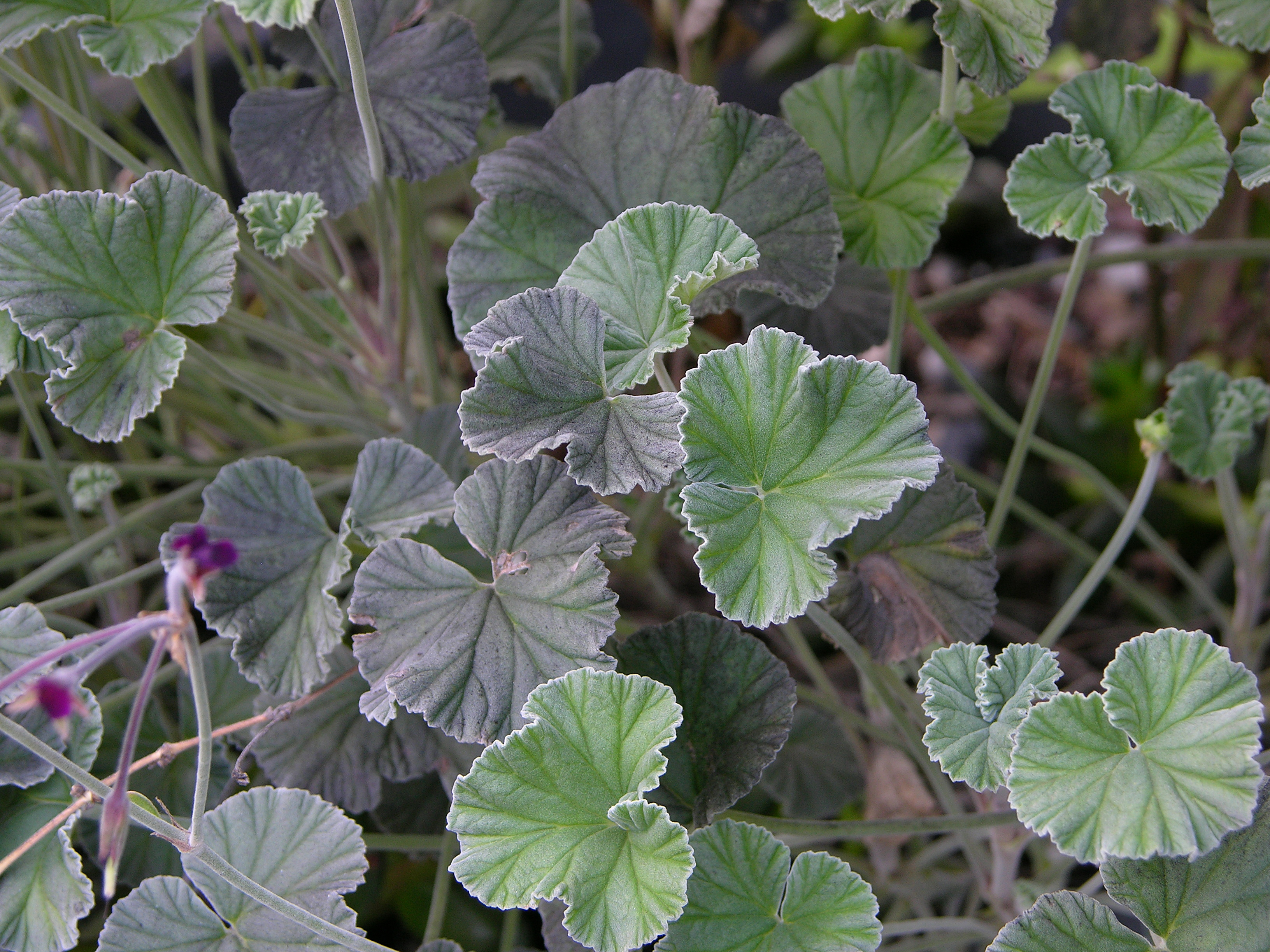
Levelei
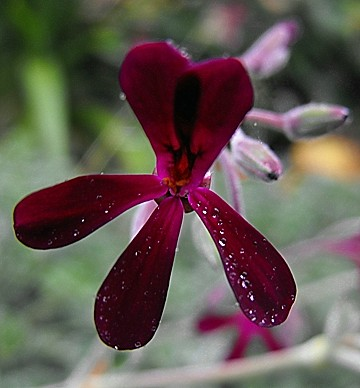
Virága
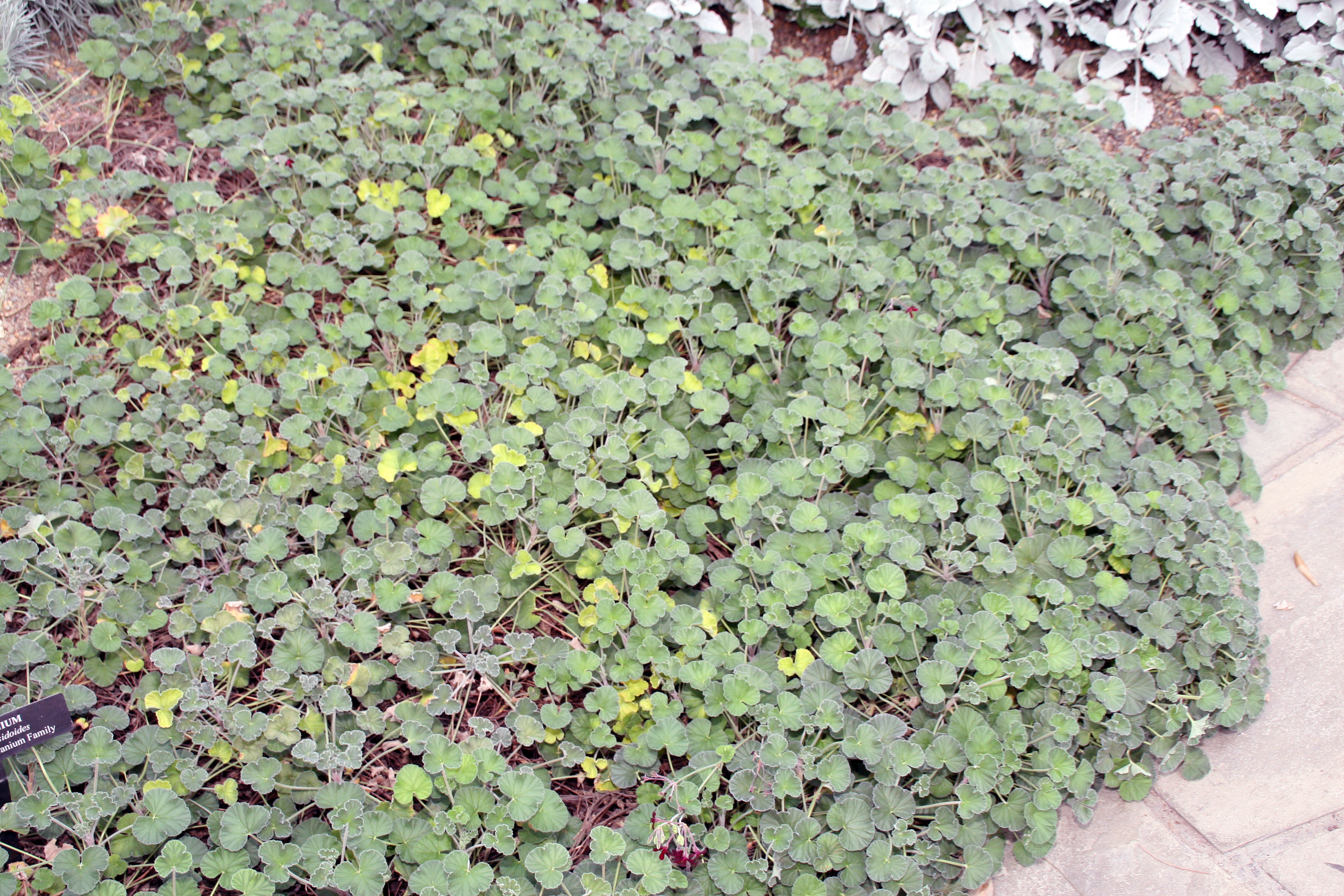
Több növényből álló szőnyege
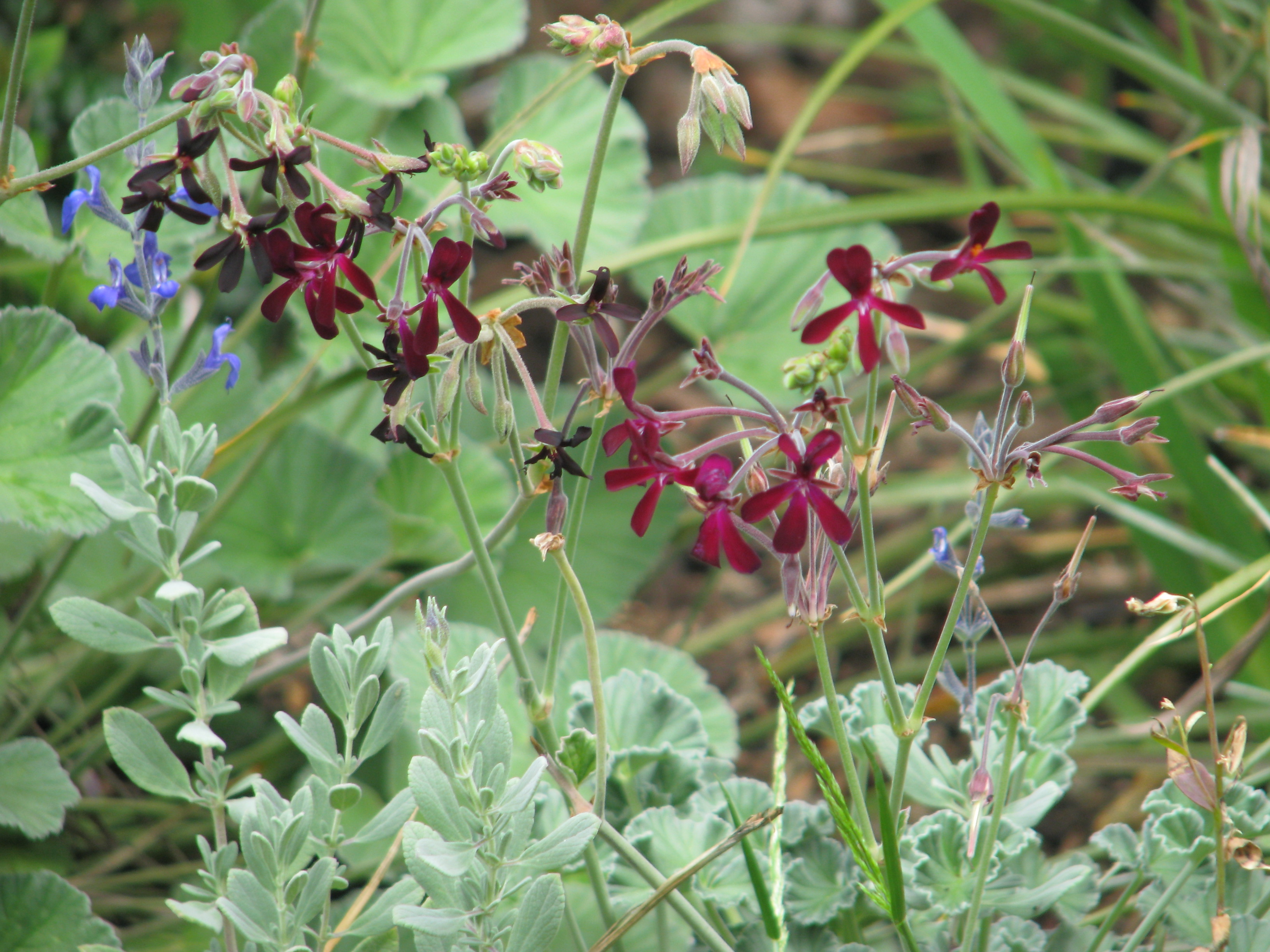
Virágzata

### Fordítás
- Ez a szócikk részben vagy egészben  a   Pelargonium sidoides című angol Wikipédia-szócikk ezen változatának fordításán alapul.  Az eredeti cikk szerkesztőit annak laptörténete sorolja fel. Ez a jelzés csupán a megfogalmazás eredetét és a szerzői jogokat jelzi, nem szolgál a cikkben szereplő információk forrásmegjelöléseként.